# The Rolling Stones American Tour 1966
The Rolling Stones American Tour 1966 – dwudziesta pierwsza w historii i trzecia z czterech tras koncertowych odbytych w 1966 roku przez grupę The Rolling Stones. Koncert w Honolulu był transmitowany na żywo przez hawajskie radio K-POI.

## The Rolling Stones
- Mick Jagger – wokal, harmonijka
- Keith Richards – gitara, wokal wspierający
- Brian Jones – gitara, harmonijka, wokal wspierający
- Bill Wyman – gitara basowa, wokal wspierający
- Charlie Watts – perkusja, instrumenty perkusyjne

## Lista koncertów
| Data                     | Miasto         | Kraj              | Miejsce                                     |
| ------------------------ | -------------- | ----------------- | ------------------------------------------- |
| 24 czerwca 1966          | Lynn           | Stany Zjednoczone | Manning Bowl                                |
| 25 czerwca 1966          | Cleveland      | Stany Zjednoczone | Cleveland Arena                             |
| 25 czerwca 1966          | Pittsburgh     | Stany Zjednoczone | Civic Arena                                 |
| 26 czerwca 1966          | Waszyngton     | Stany Zjednoczone | Washington Coliseum                         |
| 26 czerwca 1966          | Baltimore      | Stany Zjednoczone | Baltimore Civic Center                      |
| 27 czerwca 1966          | Hartford       | Stany Zjednoczone | Dillon Stadium                              |
| 28 czerwca 1966          | Buffalo        | Stany Zjednoczone | Buffalo Memorial Auditorium                 |
| 29 czerwca 1966          | Toronto        | Kanada            | Maple Leaf Gardens                          |
| 30 czerwca 1966          | Montreal       | Kanada            | Montreal Forum                              |
| 1 lipca 1966             | Atlantic City  | Stany Zjednoczone | Marine Ballroom, Steel Pier                 |
| 2 lipca 1966             | Nowy Jork      | Stany Zjednoczone | Forest Hills Tennis Stadiums Music Festival |
| 3 lipca 1966             | Asbury Park    | Stany Zjednoczone | Asbury Park Convention Hall                 |
| 4 lipca 1966             | Virginia Beach | Stany Zjednoczone | Under the Dome Theater                      |
| 6 lipca 1966             | Syracuse       | Stany Zjednoczone | Onondaga County War Memorial                |
| 8 lipca 1966             | Detroit        | Stany Zjednoczone | Cobo Hall                                   |
| 9 lipca 1966             | Indianapolis   | Stany Zjednoczone | Indiana State Fair Coliseum                 |
| 10 lipca 1966            | Chicago        | Stany Zjednoczone | Arie Crown Theater                          |
| 11 lipca 1966            | Houston        | Stany Zjednoczone | Sam Houston Coliseum                        |
| 12 lipca 1966            | St. Louis      | Stany Zjednoczone | Kiel Auditorium                             |
| 14 lipca 1966            | Winnipeg       | Kanada            | Winnipeg Stadium                            |
| 15 lipca 1966            | Omaha          | Stany Zjednoczone | Omaha Civic Auditorium                      |
| 19 lipca 1966            | Vancouver      | Kanada            | PNE Forum                                   |
| 20 lipca 1966            | Seattle        | Stany Zjednoczone | Seattle Center Coliseum                     |
| 21 lipca 1966            | Portland       | Stany Zjednoczone | Memorial Coliseum                           |
| 22 lipca 1966 2 koncerty | Sacramento     | Stany Zjednoczone | Memorial Auditorium                         |
| 23 lipca 1966            | Salt Lake City | Stany Zjednoczone | Lagoon Amusement Park                       |
| 24 lipca 1966 2 koncerty | Bakersfield    | Stany Zjednoczone | Civic Auditorium                            |
| 25 lipca 1966            | Los Angeles    | Stany Zjednoczone | Hollywood Bowl                              |
| 26 lipca 1966            | San Francisco  | Stany Zjednoczone | Cow Palace                                  |
| 28 lipca 1966            | Honolulu       | Stany Zjednoczone | Hawaiʻi International Center                |